# Cellán de Calvos
Cellán de Calvos (llamada oficialmente San Salvador de Cellán de Calvos) es una parroquia y una aldea española del municipio de Castroverde, en la provincia de Lugo, Galicia.

## Organización territorial
La parroquia está formada por cuatro entidades de población:
- A Viladónega
- Cellán de Calvos
- Pereirón
- Vilar

## Demografía

### Parroquia
| Gráfica de evolución demográfica de Cellán de Calvos (parroquia) entre 2000 y 2019 |
|                                                                                    |
| Datos según el nomenclátor publicado por el INE.                                   |

### Aldea
| Gráfica de evolución demográfica de Cellán de Calvos (aldea) entre 2000 y 2019 |
|                                                                                |
| Datos según el nomenclátor publicado por el INE.                               |